# توسعه املاک هندرسون

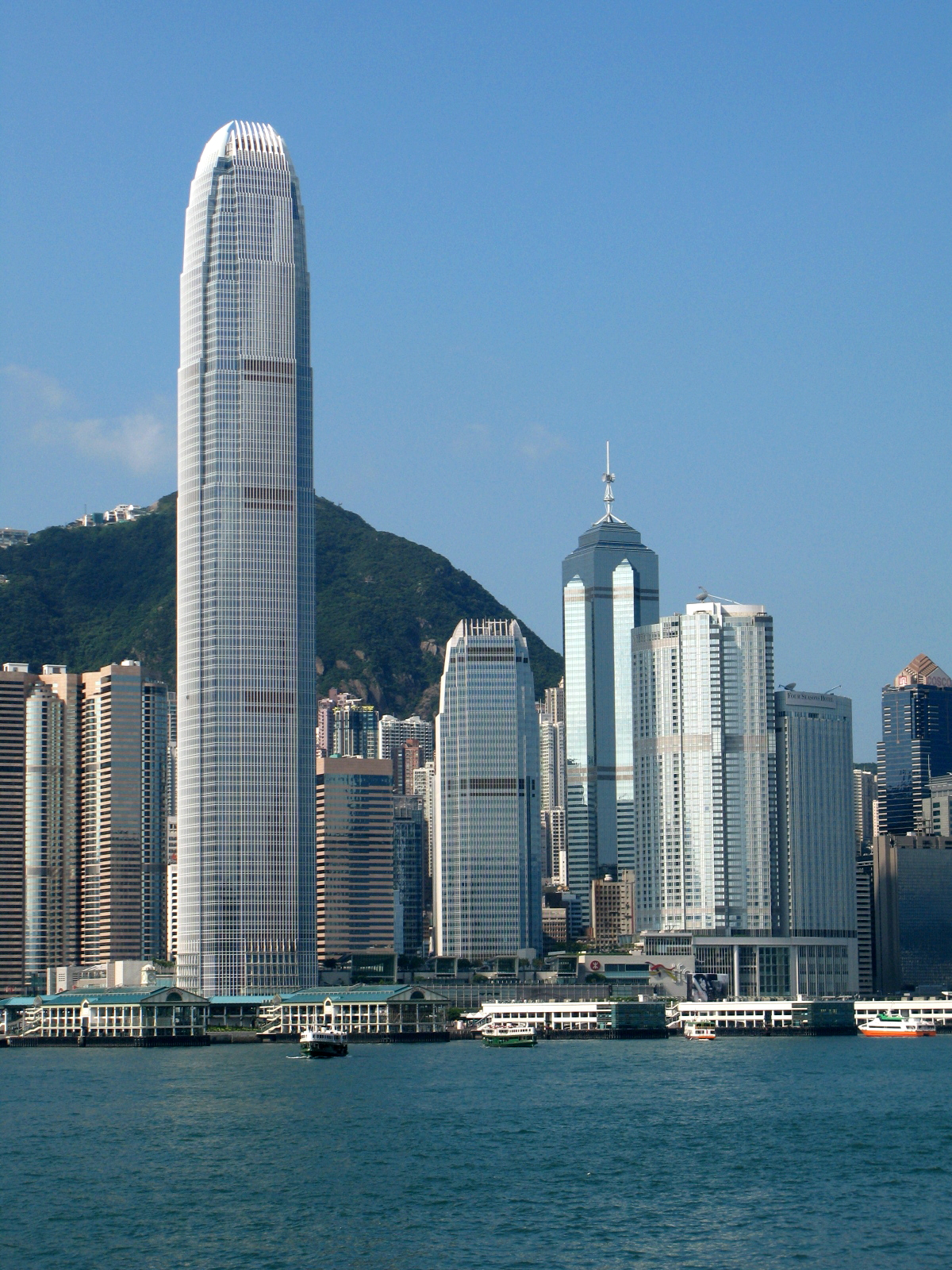
مرکز دارایی بین‌المللی محل دفتر مرکزی هندرسون در هنگ‌کنگ

توسعه املاک هندرسون (به انگلیسی: Henderson Land Development) شرکت هلدینگ املاک و مستغلات هنگ کنگی است، که در زمینه هتل‌داری، مدیریت، سرمایه‌گذاری و توسعه املاک و مستغلات فعالیت می‌کند.
شرکت توسعه املاک هندرسون در سال ۱۹۷۳ توسط لی شاو-کی راه‌اندازی شد و در حال حاضر مالکیت چندین هتل و شرکت را در اختیار دارد، که از زیرمجموعه‌های آن می‌توان به شرکت گاز هنگ کنگ و چین و هنگ کنگ فری اشاره کرد.
دفتر مرکزی این شرکت در مرکز دارایی بین‌المللی، در منطقهٔ مید-لِولز هنگ کنگ قرار دارد و بخشی از سهام آن در بازارهای بورس اوراق بهادار هنگ کنگ، بورس شنژن و بورس تایوان معامله می‌شود.